# Чаша моей крови
«Чаша моей крови» (англ. Cup of My Blood) — американский фильм ужасов / триллер 2005 года режиссёра Лэнса Катании.

## Сюжет
В прошлом Джек Фендер был известным фотографом, работающим на грани эротики и порнографии. Однако, после таинственного исчезновения его жены, лучшей модели и, своего рода, вдохновляющей музы Тины, его жизнь резко изменилась. Джек продолжает работать фотографом, создавая фотографии обнажённых девушек для порносайтов. Но он никак, вот уже на протяжении трёх лет, не может соединить воедино все обстоятельства исчезновения Тины, которые выражаются в его обрывочных воспоминаниях.
Вскоре Джек становится свидетелем автомобильной аварии, в результате которой погибает женщина. Но до мгновения своей смерти она успевает передать Джеку шкатулку, сообщая ему, что теперь именно он должен её теперь охранять. Внутри себя шкатулка хранит Святой Грааль. С этого момента с Джеком начинают происходить странные явления: периодически ему мерещатся призраки; он замечает, что за ним следят какие-то люди; во многих вещах он обнаруживает скрытый смысл. Так, Джеку кажется, что порносайт под названием 2Cuming, для которого он работал, является вовсе не порносайтом, а прикрытием для ресурса под названием 2Соming, призванном информировать о втором пришествии Христа.

## В ролях
| Актёр                  | Роль        |
| ---------------------- | ----------- |
| Дэниэл Патрик Салливан | Джек Фендер |
| Джанина Гаванкар       | Иона        |
| Элли Смит              | Тина        |
| Роджер Андерсон        | Спарки      |
| Ланс Мульвани          | Алекс       |
| Джон Турк              | Мемоли      |
| Лана Чейни             | Дженнифер   |

## Художественные особенности
До встречи Джека с попавшей в автомобильную аварию женщиной внешне фильм отражает настроения упадка, выражающиеся в зимнем времени года, неярких цветах и цветовой гамме, музыки, состоящей из фортепианных проигрышей.